# Bandura
La bandura (en ucraïnès: бандура) és un instrument ucraïnès de corda polsada. Combina els elements de la cítara i el llaüt, així com el predecessor del llaüt d'estil barroc: la kobza. Els músics que interpreten la bandura són anomenats banduristes. Alguns intèrprets tradicionals de bandura, normalment cecs, es deien kobzars.

## Història inicial
L'ús d'instruments de la família llaüt pels habitants dels territoris que avui constitueixen Ucraïna es remunta a l'any 591.
Hi ha representacions iconogràfiques d'instruments del segle xi en els frescos a la Catedral de Santa Sofia a Kíev, la capital del vast regne medieval de la Rus de Kíev. No hi ha notícia que aquests instruments siguin esmentats abans, però, es conjectura que aquests instruments són nomenats amb el nom medieval genèric per a instruments de corda, el gusli.
L'instrument es va fer popular a les corts de la noblesa de l'est d'Europa. Hi ha nombrosos esments de l'existència de banduristes ucraïnesos tant a Rússia com Polònia. L'emperadriu Isabel I de Rússia (filla de Pere I El Gran) va ser acusada d'haver-se casat secretament amb un bandurista ucraïnès de la cort, Alekséi Razumovski.
L'ús de l'instrument va començar el seu declivi entre la noblesa quan s'hi van introduir els instruments i les modes musicals occidentals, però va romandre l'instrument favorit dels cosacs ucraïnesos. Després de la destrucció de Sich de Zaporozhia, músics cecs itinerants coneguts com a kobzars van continuar a tocar-la.

## Desenvolupament
La invenció d'un instrument que combina elements del llaüt i del saltiri s'atribueix a Francesco Landini, un compositor-llaütista italià del trecento.Filippo Villani va escriure en el seu Liber de civitatis Florentiæ, «[…](Landini) va inventar una nova espècie d'instrument, un encreuament entre llaüt i saltiri, que es va cridar serena serenarum, un instrument que produeix un exquisit so quan es pessiguen les cordes». Rares inconografías evidències (per artistes com Alessandro Magnasco) revela que tals instruments encara s'usaven sobre l'any 1700. Instruments similars van ser documentats com a existents a Ucraïna un segle abans.
A les mans dels cosacs de Zaporozhia, la bandura va subir significatives canvis en la construcció i en eldesenvolupament d'un repertori específic. A la Sich de Zaporozhia es van establir escoles especials per a músics cecs, posant les bases a la tradició èpica dels kobzar. Sobre el segle xviii els instruments es van desenvolupar en variants d'aproximadament quatre o cinc cordes sobre el pal (amb trast o sense), i sobre disset cordes sobre la caixa de ressonància coneguda com a prystrunky, literalment "prop de les cordes", en una escala diatònica sobre la caixa de ressonància. La bandura amb aquesta forma, va romandre relativament inalterada fins a finals del segle xix.
El desenvolupament de la bandura sense trast va ser inventada tardanament, al voltant de 1800. Aquest tipus de bandura va substituir al tipus amb trast, i es va convertir en l'ancestre de la moderna bandura.
La bandura sufrío significatius canvis al segle xx, paral·lelament al desenvolupament d'Ucraïna després de la Revolució russa. Lleis introduïdes pel govern rus el 1876 al Ucase d'Ems, va restringir severament l'ús de l'idioma ucraïnès, afectant per això directament a l'ús de la bandura.
El tòpic que l'art del bard com a intèrpret de bandura cec i itinerant es va originar en la discussió de la XII Conferència Arqueològica realitzada en Khàrkiv en 1902. Es va creure que l'últim kobzar cec va ser Ostap Veresai, mort el 1890, encara que posteriors investigacions van trobar sis kobzars tradicionals cecs que encara vivien i que van tocar en la conferència. Amb posterioritat la bandura va ser molt popular entre els joves estudiants. Les cordes de budell van ser reemplaçades per les cordes de metall (com a norma després de 1902). El nombre de cordes i grandària dels interumentos també es va incrementar per acomodar-se a la producció de sons requerits per a les interpretacions.
Posteriors desenvolupaments van incloure un diapasó de metall (introduït el 1912), cordes cromàtiques addicionals (introduïdes en 1925 en els instruments utilitzats per la Capella Bandurista de Kíev), i mecanismes per a una afinació ràpida del interumento (usat per primera vegada el 1931).
Tot i que els tallers de fabricació en sèrie de banduras estaven establerts al principi fora d'Ucraïna (a Moscou el 1908, ia Praga el 1924), la fabricació en sèrie de banduras es va iniciar a Ucraïna en la dècada de 1930. Després de la Segona guerra Mundial, dues fàbriques dominaven la fabricació de banduras: la Fàbrica d'instruments Musicals de Chernihiv, que va produir més de 30.000 instruments entre 1954 i 1991, i la Fàbrica d'instruments Musicals Trembita en Leópolis, que s'ha produït cap a 3.000 instruments des de 1964.

## Construcció
El suport de la bandura tradicional és habitualment tallat d'una sòlida peça de fusta (de salze, àlber, cirerer o auró). Des de la dècada de 1960, el suport enganxat dels instruments també es va fer comú, i més recentment, banduras s'han construïts respatllers de fibra de vidre. La caixa de ressonància està elaborada tradicionalment de tipus de pins, normalment Picea. El pal i el pont estan fets de fustes dures com el bedoll.
Els instruments van ser originalment eren diatònics, i tot i l'addició de cordes cromàtiques en la dècada de 1920, va seguir tocant-com un instrument diatònic. Molts dels instruments contemporanis de concert tenen un mecanisme que permet un ràpid canvi entre les dues claus. Aquests mecanismes van ser en principi inclosos en els instruments de concert a la fi de la dècada de 1950.
Contribucions significatives per a la construcció de la bandura van ser fetes per Gnat Jotkevych, Leonid Haydamaka, Peter Honcharenko, Ivan Skliar, Vasyl Herasymenko i William Vetzal.

## Tipus de banduras
Avui dia hi ha quatre tipus principals de bandura, que difereixen d'alguna manera en la construcció, subjecció, tècnica d'interpretació, repertori i així com en la qualitat del so que produeix.

### La popular o Bandura Starovitska
La Bandura Starosvitska o bandura tradicional autèntica: també se li denomina de vegades Clàssica o bandura antiga.
Aquest instrument normalment té entre 20 i 23 cordes i estan fets a mà, no hi ha dos instruments exactament iguals. Els respatllers estan fets normalment llaurats en una única pieda de fusta. Les cordes estan subjectes per clavilles de fusta i són de to semitò diatònic. Tradicionalment aquests instruments tenien cordes de budell, encara que a inicis del segle xx es va estendre l'ús de curtes d'acer.
Hi ha hagut un autèntic ressorgir de la interpretació en Ucraïna que ha estat liderat per Georgy Tkachenko i els seus seguidors, destacant Mykola Budnyk, Kost Cheremsky i Mykola Tovkailo.

### Bandura a l'estil de Kíev
La Bandura a l'estil de Kíev o bandura acadèmica: és el tipus més comú de banduras usades en l'actualitat a Ucraïna. Aquests instruments tenen 55-65 cordes de metall afinades Semitò cromàtic | cromàticament en 5 vuitenes, amb o sense mecanisme de retorn.
Els instruments són coneguts com a banduras a l'estil de Kíev perquè van ser construïdes per intèrprets dels pioners de l'estil tècnic de Kíev de la Capella Bandurista de Kíev. Aquests instruments existeixen en dues categories: El  Prima estàndard  i els instruments de concert. Difereixen en el fet que el Prima té un mecanisme de retorn col·locat a un costat de l'instrument.
La banduras de concert a l'estil de Kíev es fan a la Fàbrica d'Instruments Musicals de Chernihiv o per la Fàbrica d'Instruments Musicals Trembita a Leópolis.

### Bandura a l'estil de Khàrkiv
Aquests instruments al principi van ser realitzats per artesans de fora d'Ucraïna, encara que en temps recents, a poc a poc s'han començat a fer a Ucraïna. Estan cordats de manera diatònica amb 34-36 cordes o de forma cromàtica amb 61-65 cordes.
La bandura de Khàrkiv va ser desenvolupada en un principi per Gnat Khotkevych and Leonid Haydamaka a mitjans de la dècada de 1920. Posteriorment va ser perfeccionada pels germans Honcharenko. Alguns instruments van ser fabricats a la dècada de 1980 per Vasyl Herasymenko. Actualment el fabricant canadenc de banduras Bill Vetzal s'ha centrat amb èxit en la fabricació d'aquest instrument. Els seus últims instruments són totalment cromàtics amb mecanismes, i fets de fibra de vidre.

### Bandura d'estil híbrid de Kíev-Khàrkiv
S'han fet intents de combinar les característiques de les bandures de Khàrkiv i Kíev en un instrument unificat. El primer intent va ser realitzat pels germans Honcharenko a Alemanya el 1948. Ivan Skliar va realitzar altres intents en la dècada de 1960, i en la dècada de 1980 per V. Herasymenko i més recentment per Bill Vetzal al Canadà.

### Bandures orquestrals
Les bandures orquestrals van ser desenvolupades per primera vegada per Leonid Haydamaka a Khàrkiv el 1928 amb la intenció d'ampliar el rang de la secció de banduras de l'orquestra d'instruments populars ucraïnesos. Altres instruments (de l'estil de Kíev) van ser desenvolupats per Ivan Skliar ser utilitzats a la Capella Bandurista de Kíev, particularment en les mides alt, baix i contrabaix. Aquests instruments no són disponibles comercialment i han estat fabricats en molt petites quantitats.